# جاكوبيات
الجاكوبيات (الاسم العلمي:Jakobida) هي رتبة من اللجفاوات تتبع طائفة الجاكوبانية.

## التصنيف
- الهستيوناويات
  - الجاكوبات